# Fosse Lemay
La fosse Lemay de la Compagnie des mines d'Aniche est un ancien charbonnage du bassin minier du Nord-Pas-de-Calais, situé à Pecquencourt. Le premier puits est commencé en 1912, le second à partir de l'année suivante. La production peut commencer en mars 1914, mais la Première Guerre mondiale éclate. Après la reconstruction, le puits no 2 est mis en service en 1921. De vastes cités sont construites.
La Compagnie des mines d'Aniche est nationalisée en 1946, et intègre le Groupe de Douai. De nombreuses habitations sont construites. La concentration sur la fosse Barrois, préméditée depuis la Nationalisation, n'est effective qu'en 1965, date à laquelle le puits Lemay no 1 est approfondi, et l'extraction remontée à la fosse Barrois. la fosse Lemay assure alors le service jusqu'en 1972, et l'aérage jusqu'à la fermeture de la concentration Barrois le 30 juin 1984.
Au début du XXIe siècle, Charbonnages de France matérialise les têtes des puits Lemay nos 1 et 2. Les cités ont été rénovées, mais les camus ont été détruits, et remplacés par de nouvelles habitations. La cité pavillonnaire Lemay, la cité-jardin Sainte-Marie, la cité moderne de Pecquencourt, ainsi que deux dispensaires de la Société de Secours Minière ont été classés le 30 juin 2012 au patrimoine mondial de l'Unesco.

## La fosse
Alors que la Compagnie des mines d'Aniche a commencé à partir de la décennie précédente à exploiter la partie nord de sa concession en ouvrant les fosses Déjardin et De Sessevalle, elle ouvre dans les années 1910 de nouvelles fosses dans le nord de sa concession : Bernard, Lemay et Bonnel. Celles-ci ne commenceront réellement à produire qu'après la Première Guerre mondiale.

### Fonçage
Une nouvelle fosse est ouverte au sud du village de Pecquencourt, elle est nommée en l'honneur de Lemay, directeur de la Compagnie d'Aniche. Elle est située 2 550 mètres à l'ouest de la fosse De Sessevalle, et à 6 875 mètres à l'est-sud-est de la fosse Déjardin.
Le puits Lemay no 1 est commencé en 1912, avec un diamètre de 5,10 mètres, le plus grand utilisé par la Compagnie d'Aniche. Le cuvelage est en fonte de 1,12 à 90,20 mètres. Le terrain houiller a été atteint à la profondeur de 143,70 mètres.
Le puits Lemay no 2 est commencé en 1913, en même temps que Bonnel no 1, avec un diamètre de quatre mètres, à 55 mètres au sud-ouest du puits no 1. Le cuvelage est en fonte de 98 centimètres à 88,98 mètres. Le terrain houiller est atteint à 143,30 mètres.

### Exploitation
Le puits Lemay no 1 ayant atteint la profondeur de 268 mètres, la production commence en mars 1914, mais la Première Guerre mondiale se déclenche, stoppant les travaux du puits no 2. La fosse est reconstruite après la guerre, et le puits no 2 entre en exploitation en 1921. La fosse produit des charbons maigres.
La fosse Barrois, débutée quatre ans plus tôt, commence à produire en 1931, elle est située à 2 350 mètres à l'ouest-nord-ouest de la fosse Lemay.
La Compagnie des mines d'Aniche est nationalisée en 1946, et intègre le Groupe de Douai. La proximité de la fosse Barrois fait que la fosse Lemay est présagée pour être concentrée. À cette date, le puits Lemay no 1 assure l'extraction et l'entrée d'air, alors que le puits Lemay no 2 est utilisé pour le service et le retour d'air.
Le puits Lemay no 1 est approfondi à 396 mètres en 1965. C'est également à cette date que la fosse Lemay est concentrée sur le siège Barrois, la production remonte par Barrois, la fosse Lemay est affectée au service et à l'aérage des travaux du fond. Le service cesse en 1972, un ventilateur de 575 chevaux est mis en place sur le puits Lemay no 1, il assure le retour d'air de la fosse Barrois. La machine à vapeur Thomas Peslin est l'avant dernière du bassin minier encore en service.
La fosse Barrois cesse de produire le 30 juin 1984, la fosse Lemay n'a donc plus aucune utilité. Les puits Lemay nos 1 et 2, respectivement profonds de 418 et 302 mètres, sont remblayés en 1985, comme ceux des fosses Barrois, Bonnel et Déjardin,,. Les accrochages étaient établis à 180, 290, 302, 358 et 413 mètres pour le premier puits, et à 180 et 290 mètres pour le second puits. Les chevalements et les installations sont détruits en 1985.

### Reconversion
Au début du XXIe siècle, Charbonnages de France matérialise les têtes de puits Lemay nos 1 et 2. Le BRGM y effectue des inspections chaque année. Seuls le magasin, la station de pompage et le logement du concierge ont été conservés.

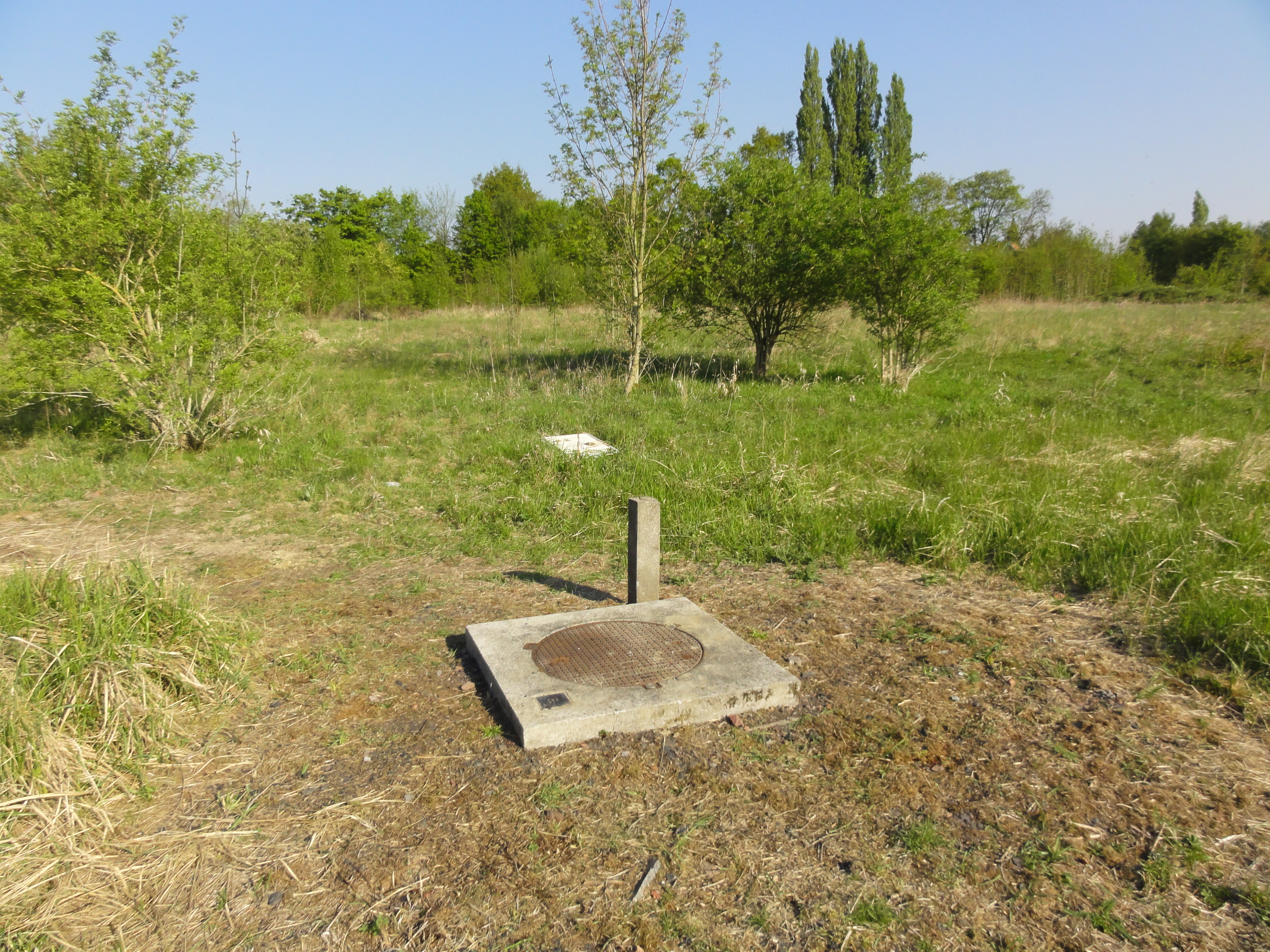
La tête de puits matérialisée Lemay no 1.
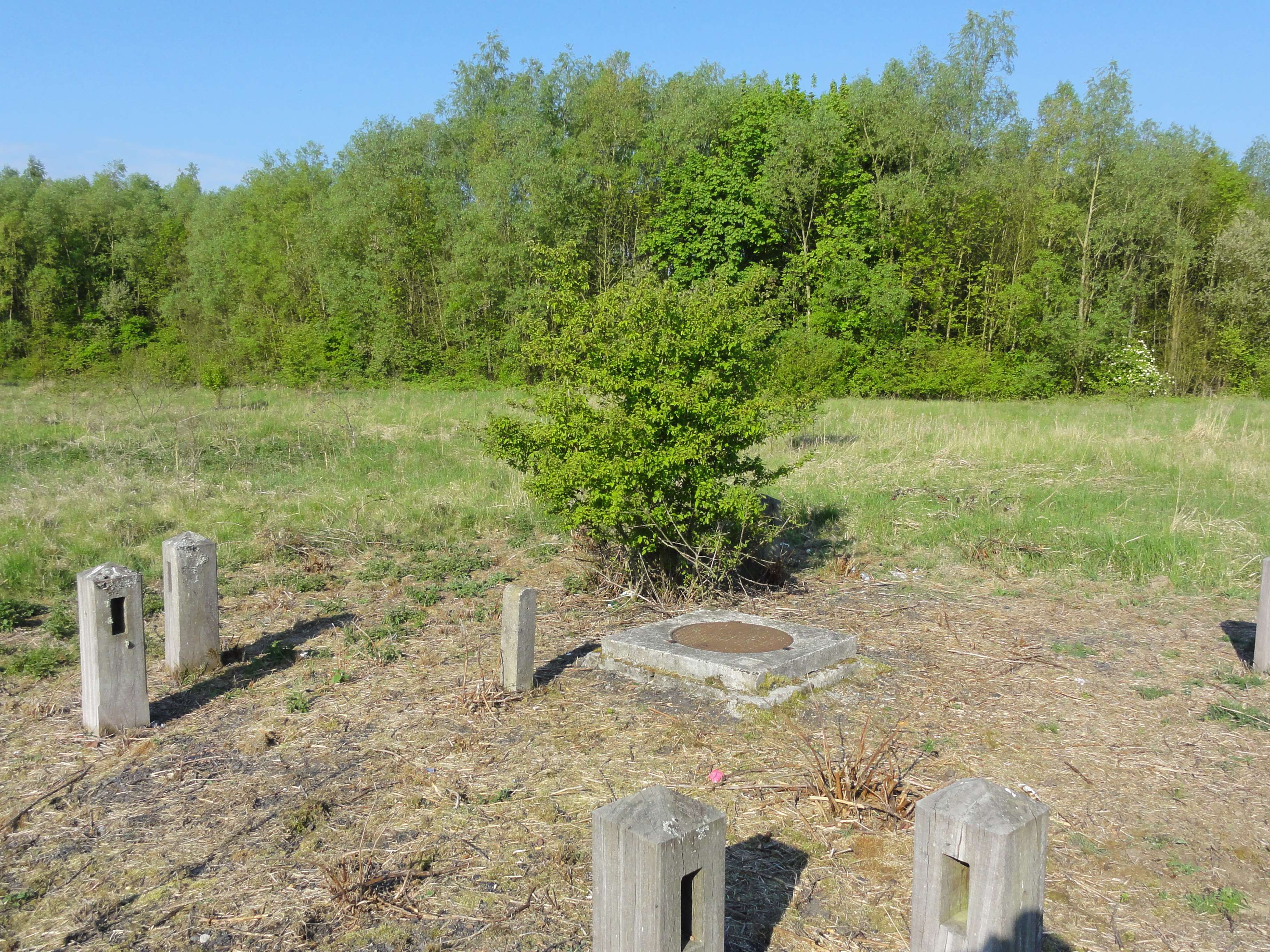
La tête de puits matérialisée Lemay no 2.
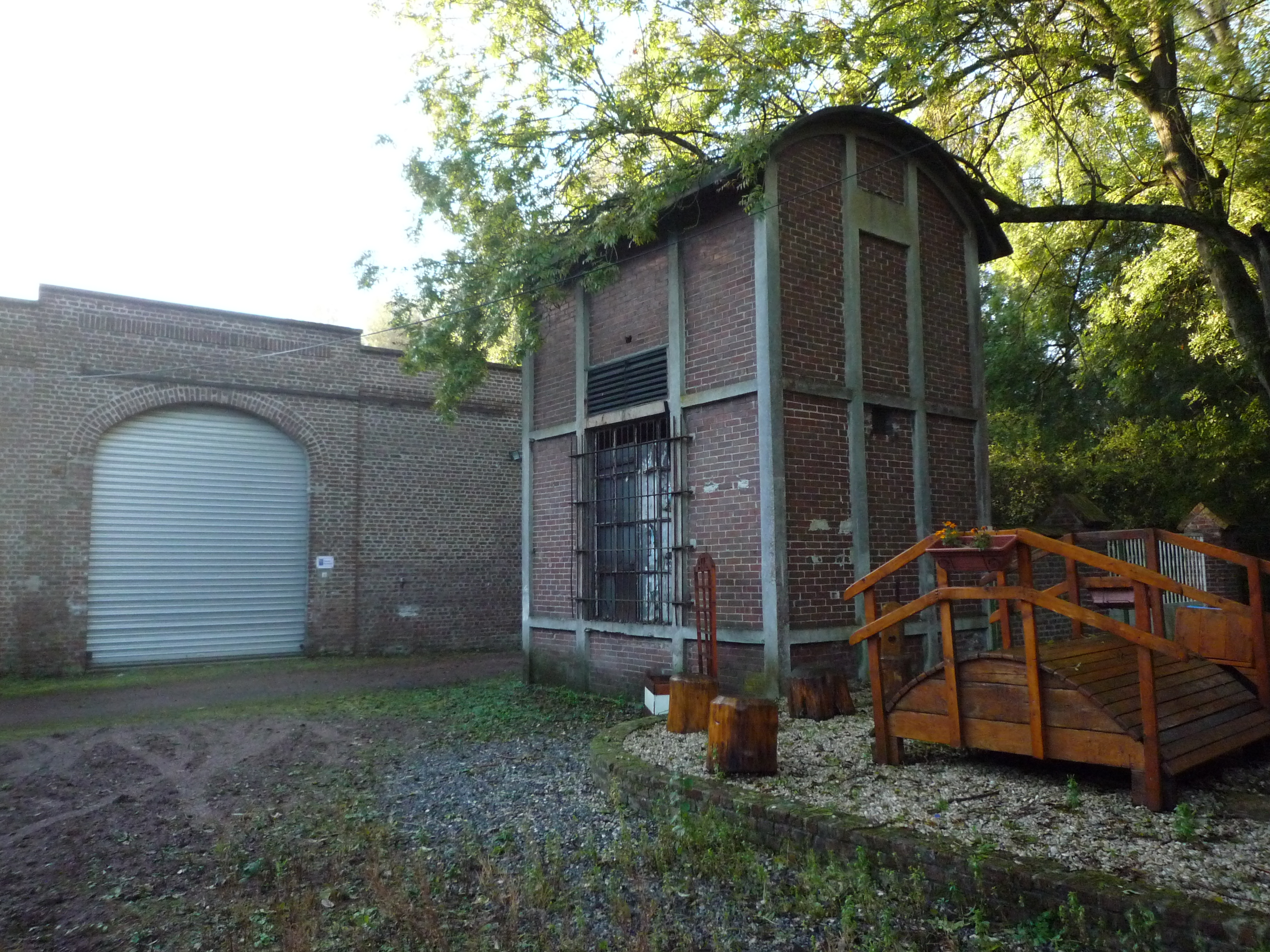
Le magasin et la station de pompage.
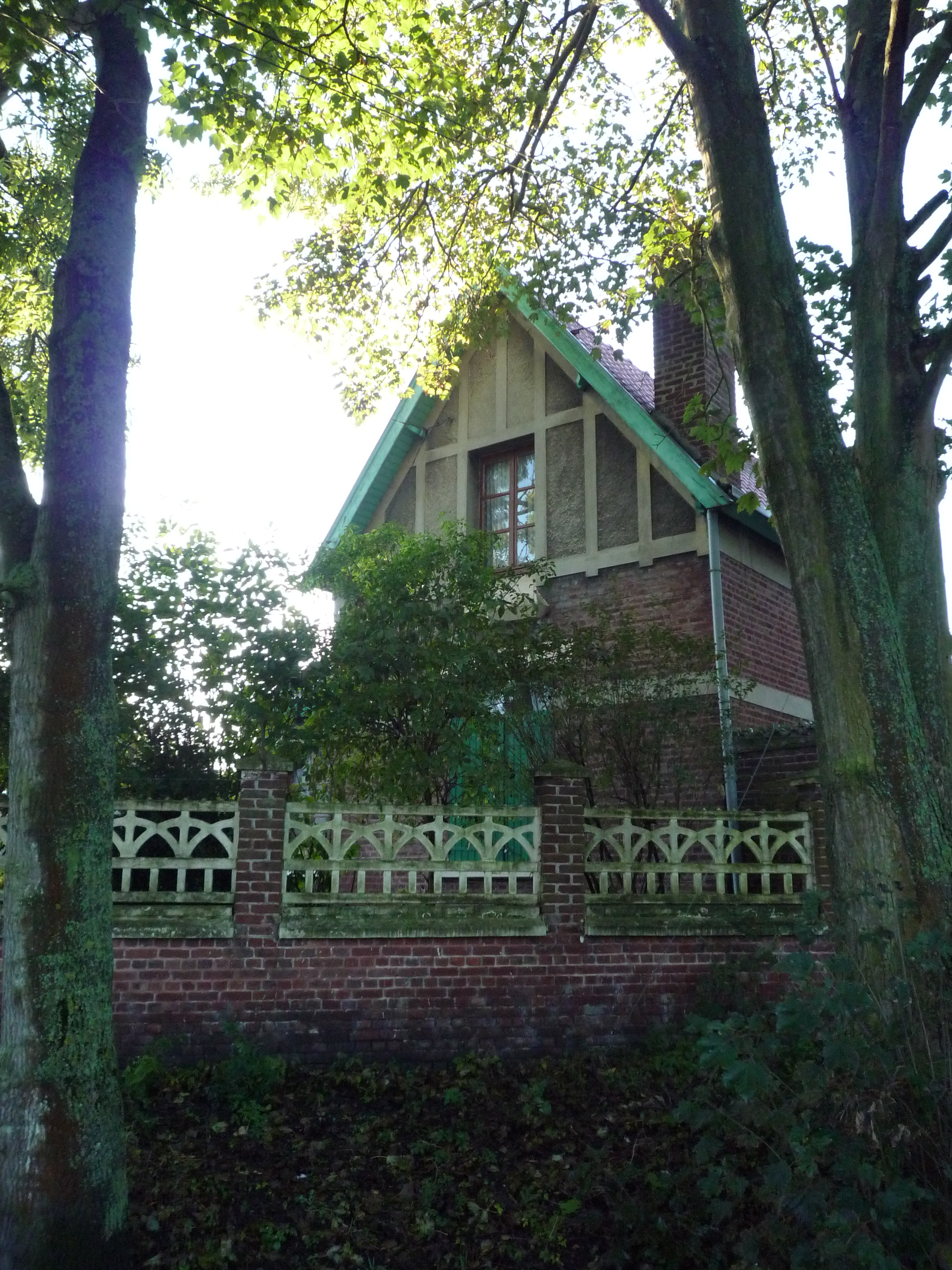
Le logement du concierge.
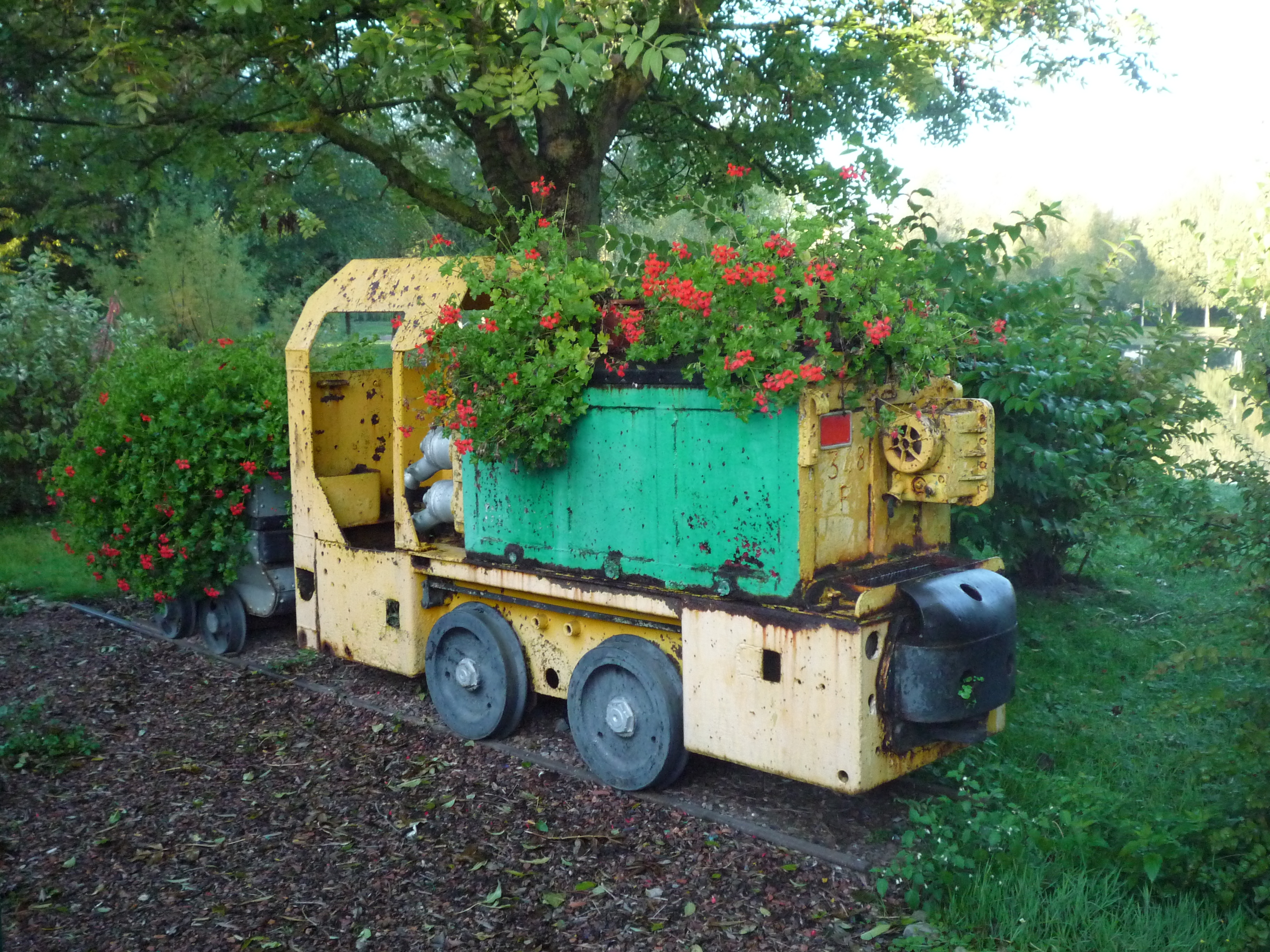
Un locotracteur.
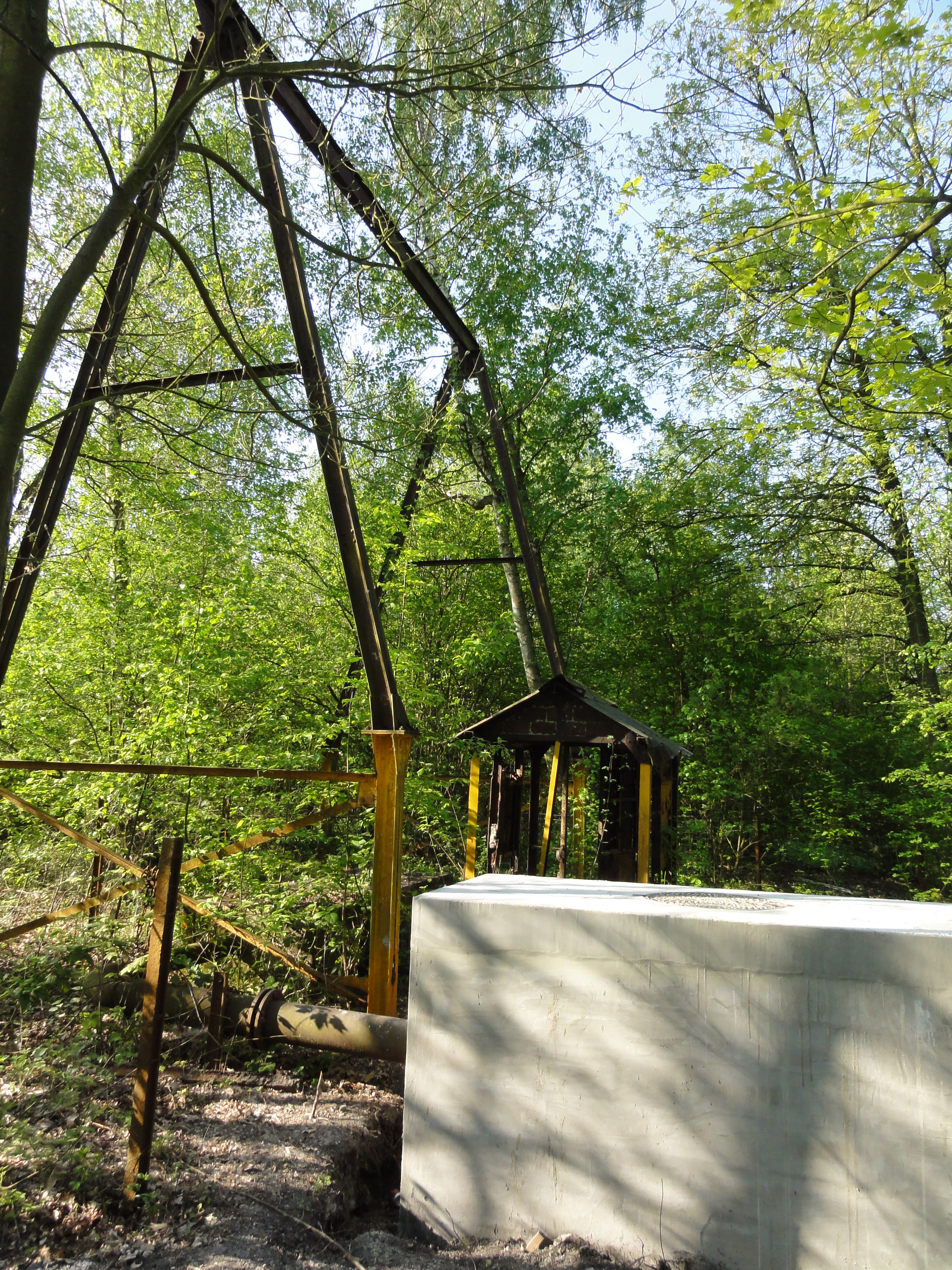
Un pompage.

## Les terrils
Les déblais étaient déversés sur le terril no 144, dit de Rieulay, et également, dans une moindre mesure, sur le terril no 254,. La création de la fosse Barrois à la fin des années 1920 a entraîné la construction d'un embranchement ferroviaire à partir de la fosse Lemay, établi sur le terril cavalier no 253, dit Cavalier Barrois Lemay. Lorsque la fosse Lemay a été concentrée sur la fosse Barrois, ses déchets étaient envoyés sur les terrils nos 143 et 143A, Germinies Sud et Germinies Nord. La fosse Lemay n'a donc jamais eu son propre terril.

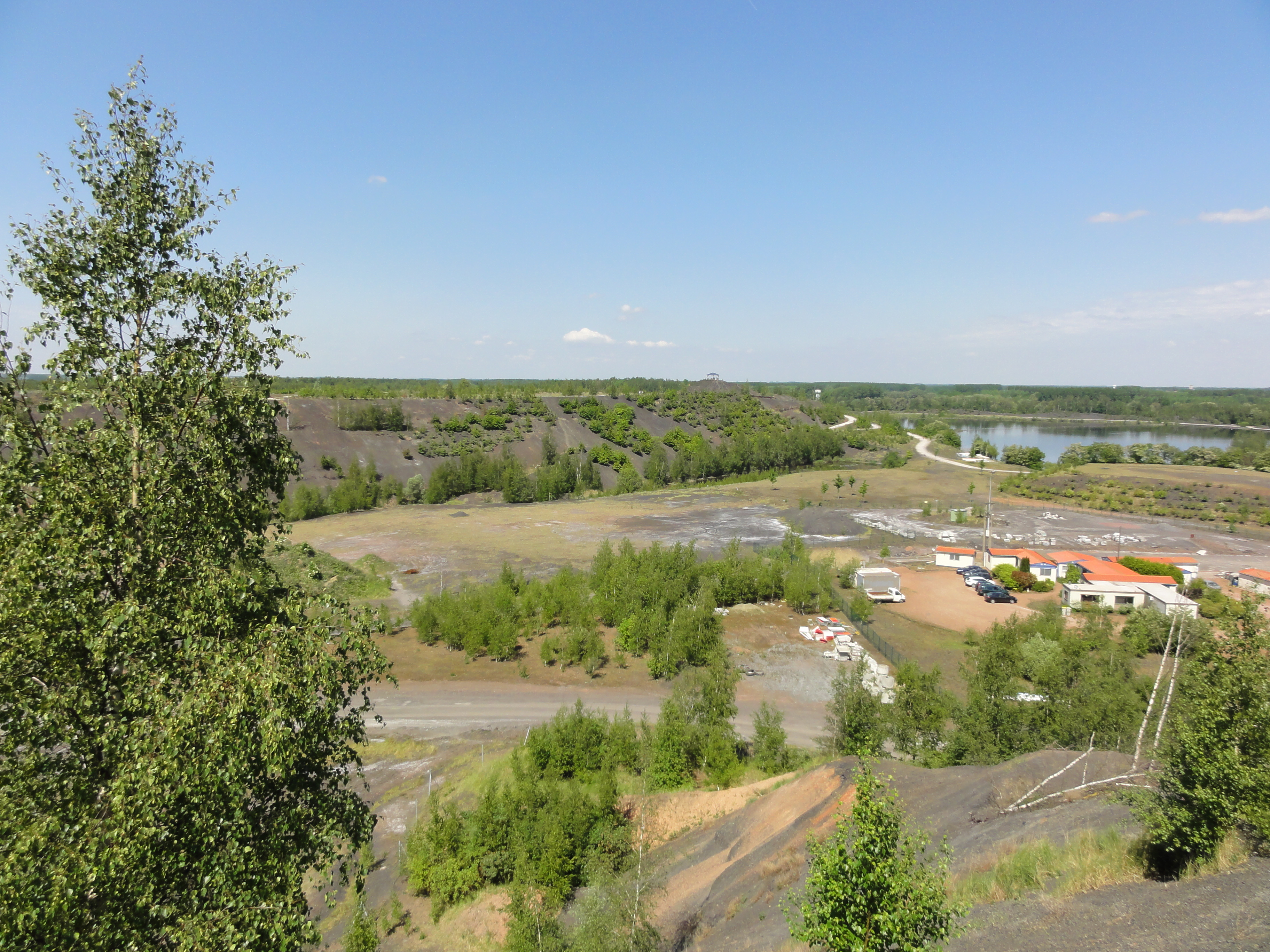
Le terril no 144.
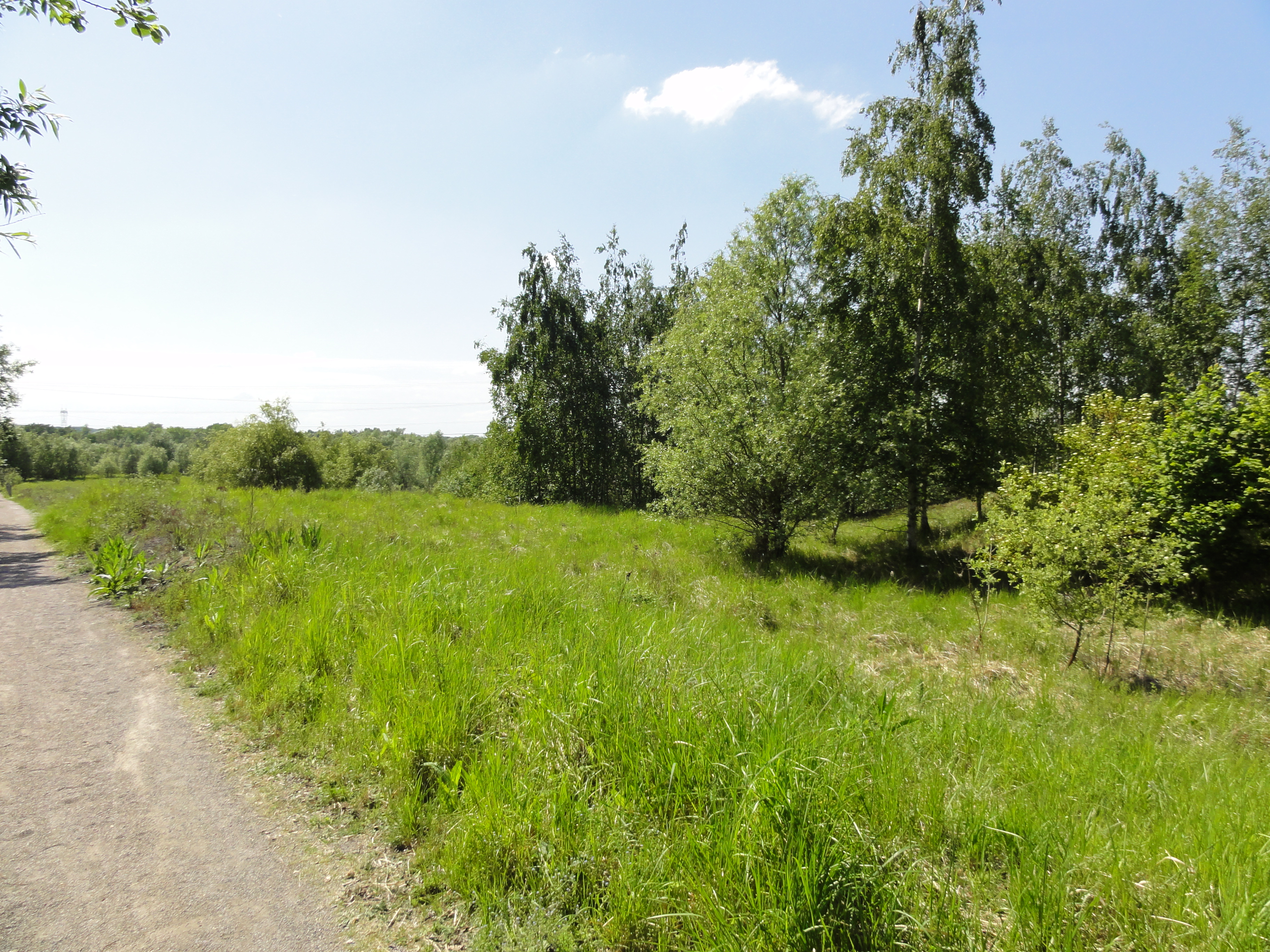
Le terril no 254.
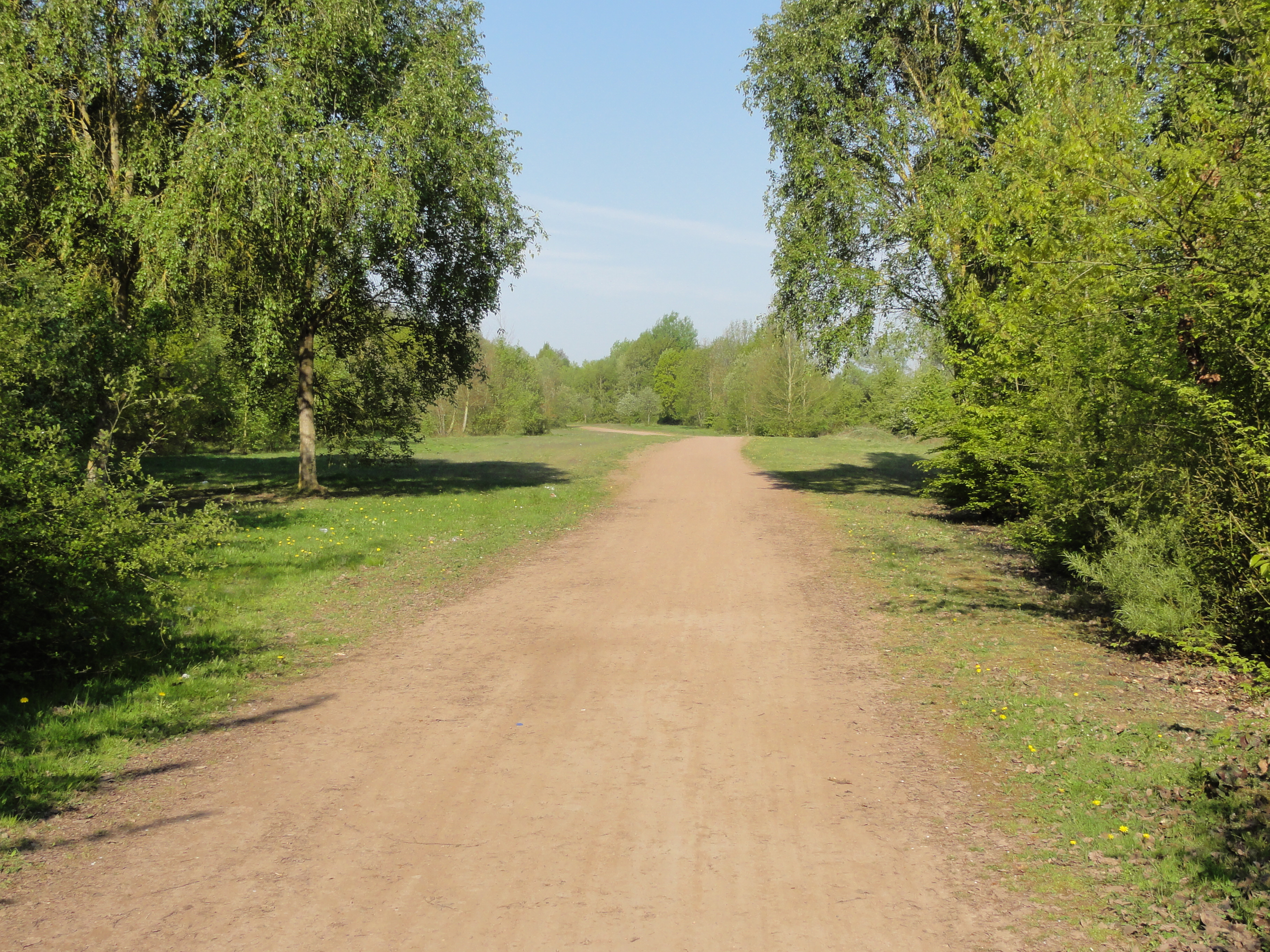
Le terril no 253.
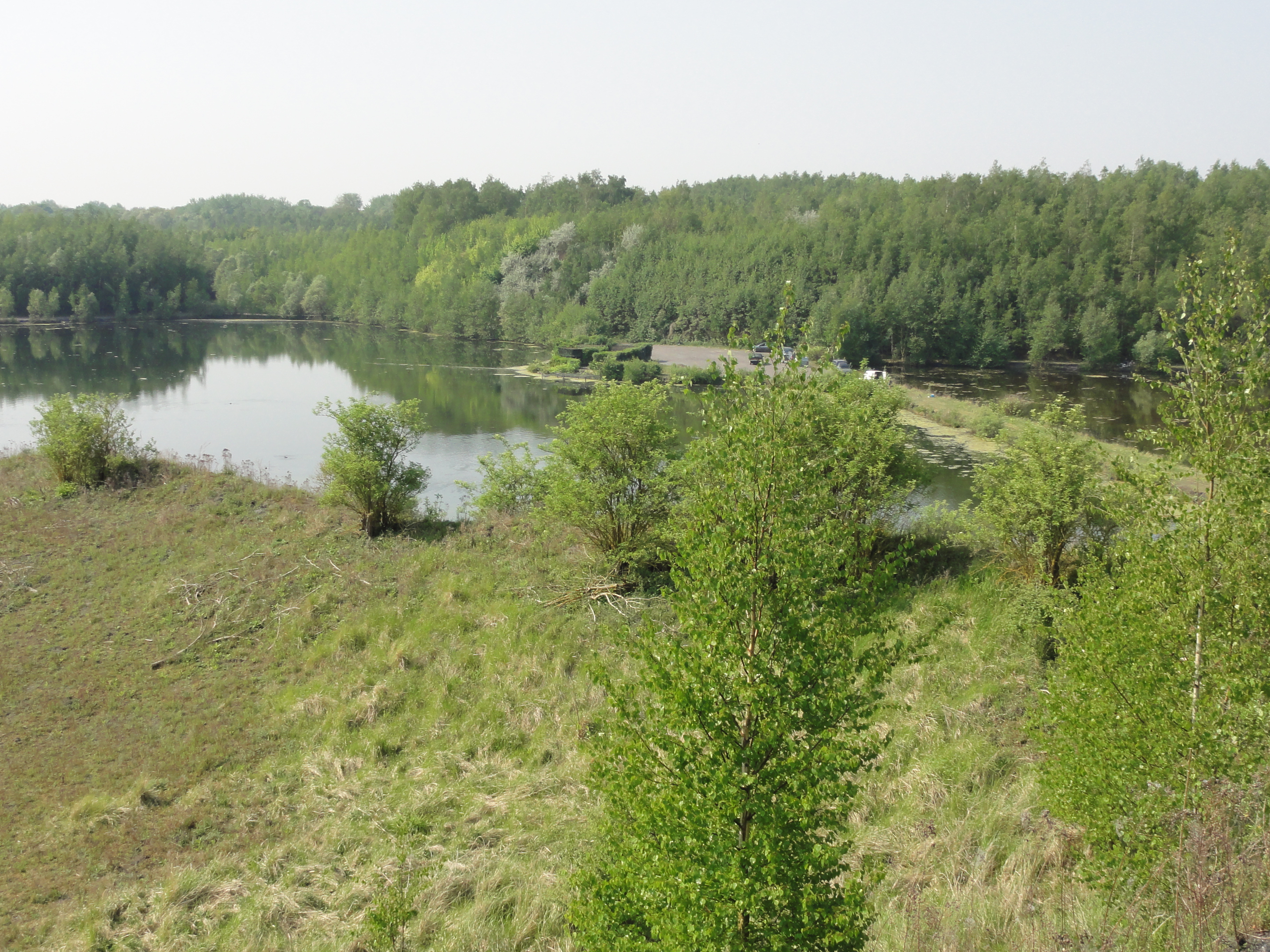
Le terril no 143.
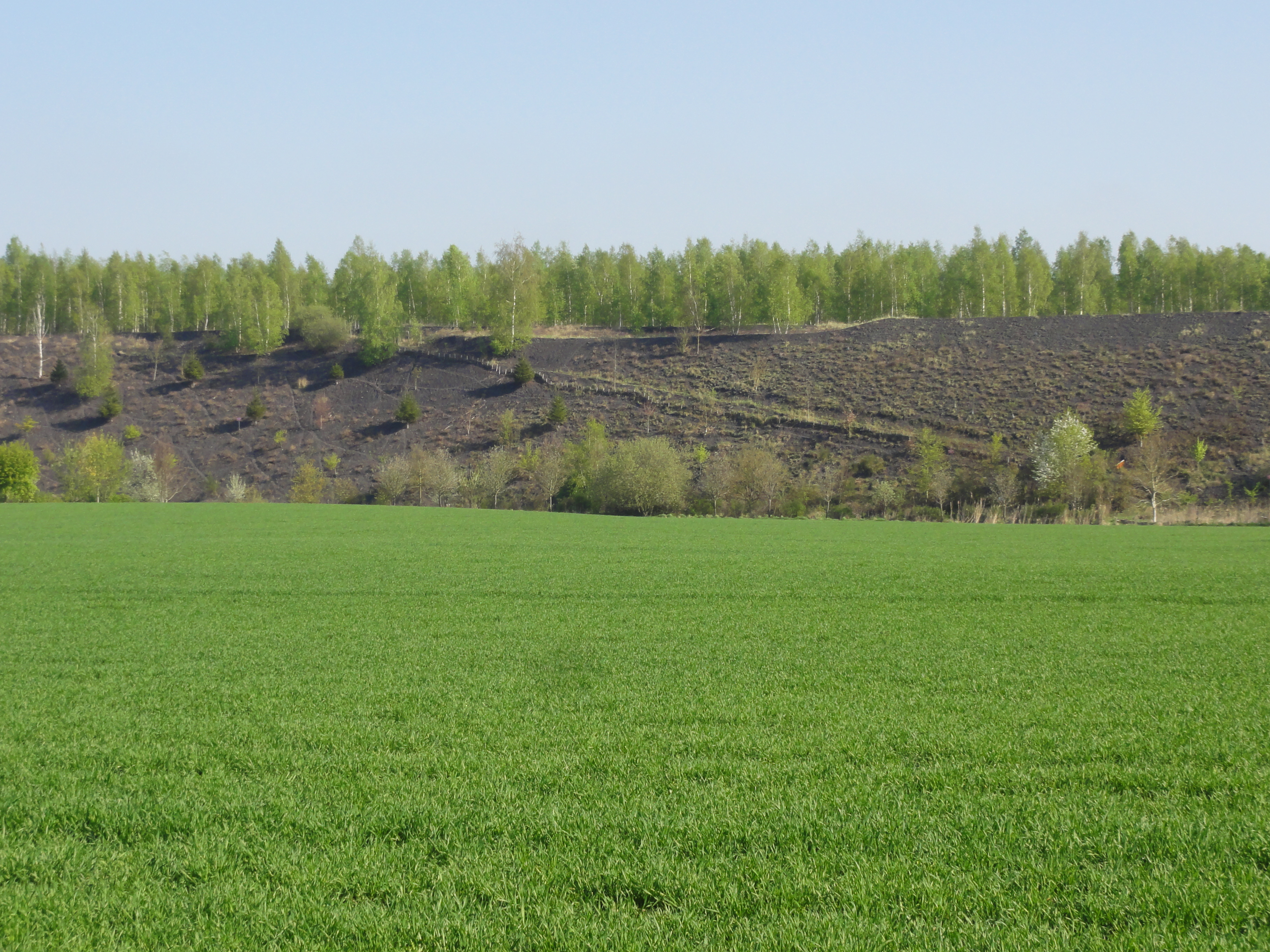
Le terril no 143A.

## Les cités
De vastes cités ont été bâties au nord de la fosse. Après la Nationalisation, des habitations supplémentaires ont également été construites, dont des camus hauts, tous détruits dans les années 2000. Il existe dans ces cités une grande variété architecturale. La cité pavillonnaire Lemay, la cité-jardin Sainte-Marie, la cité moderne de Pecquencourt, ainsi que deux dispensaires de la Société de Secours Minière, font partie des 353 éléments répartis sur 109 sites qui ont été classés le 30 juin 2012 au patrimoine mondial de l'Unesco. Ils constituent le site no 28.

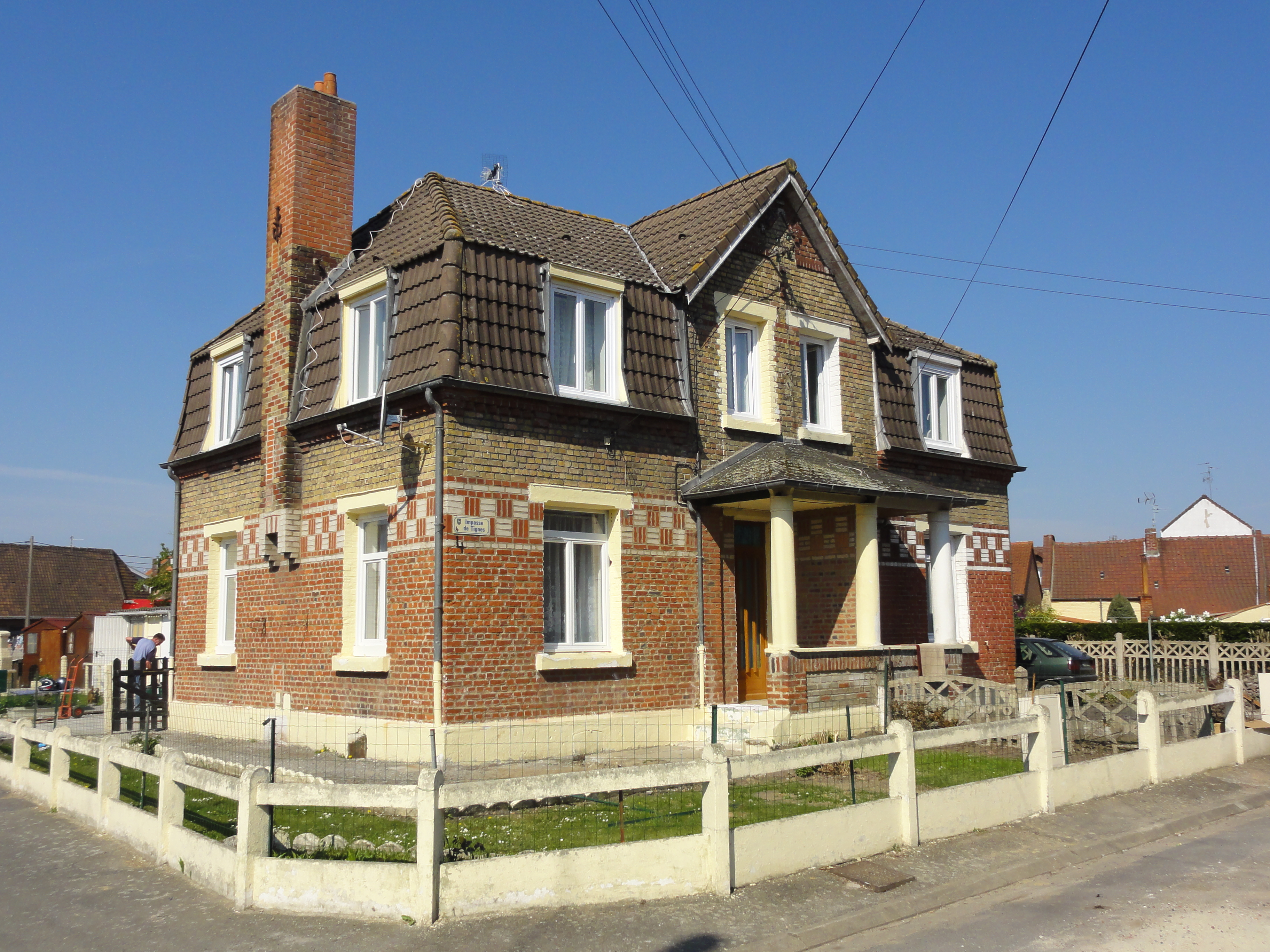
Habitations groupées par deux.
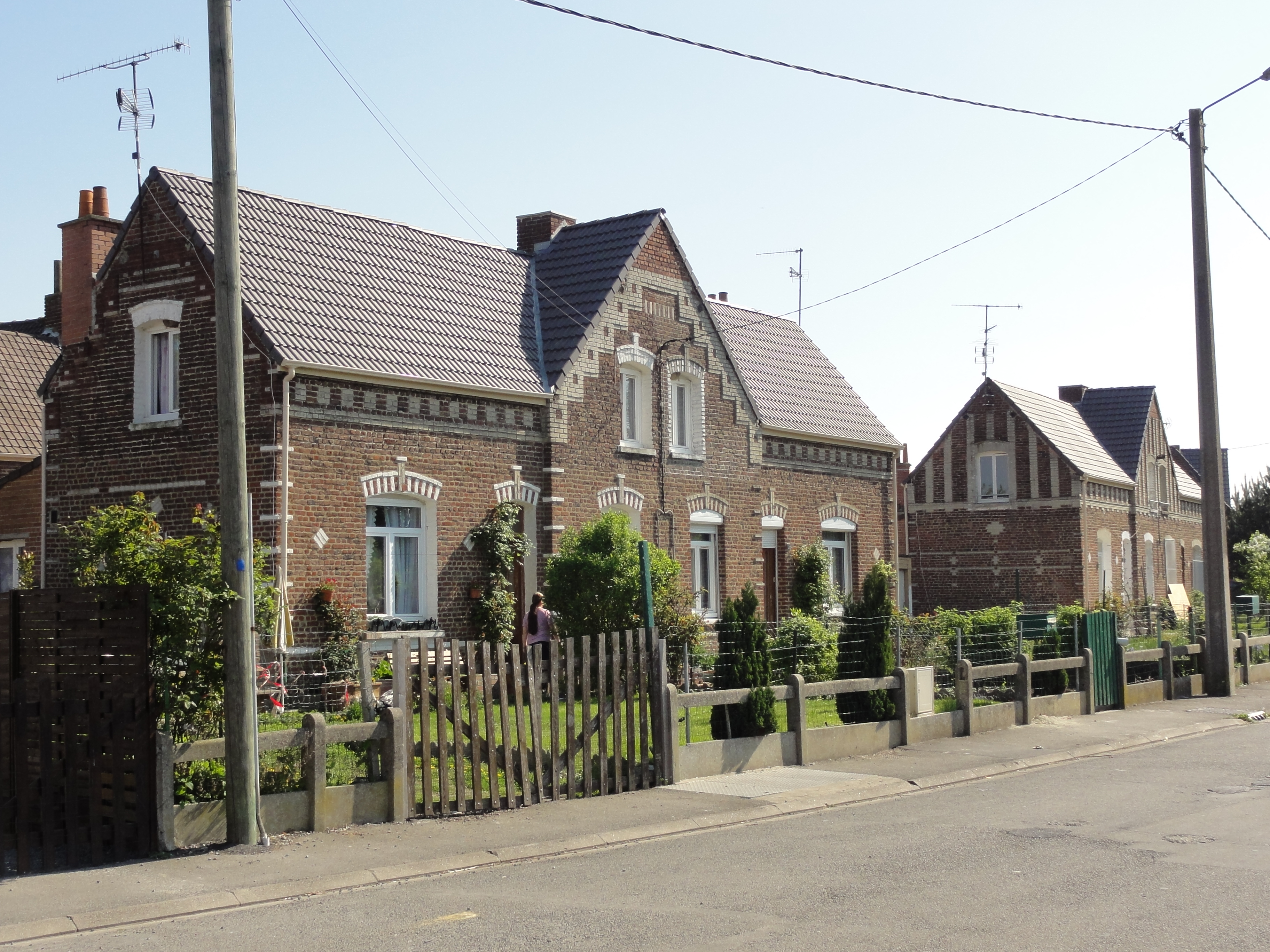
Habitations groupées par deux.
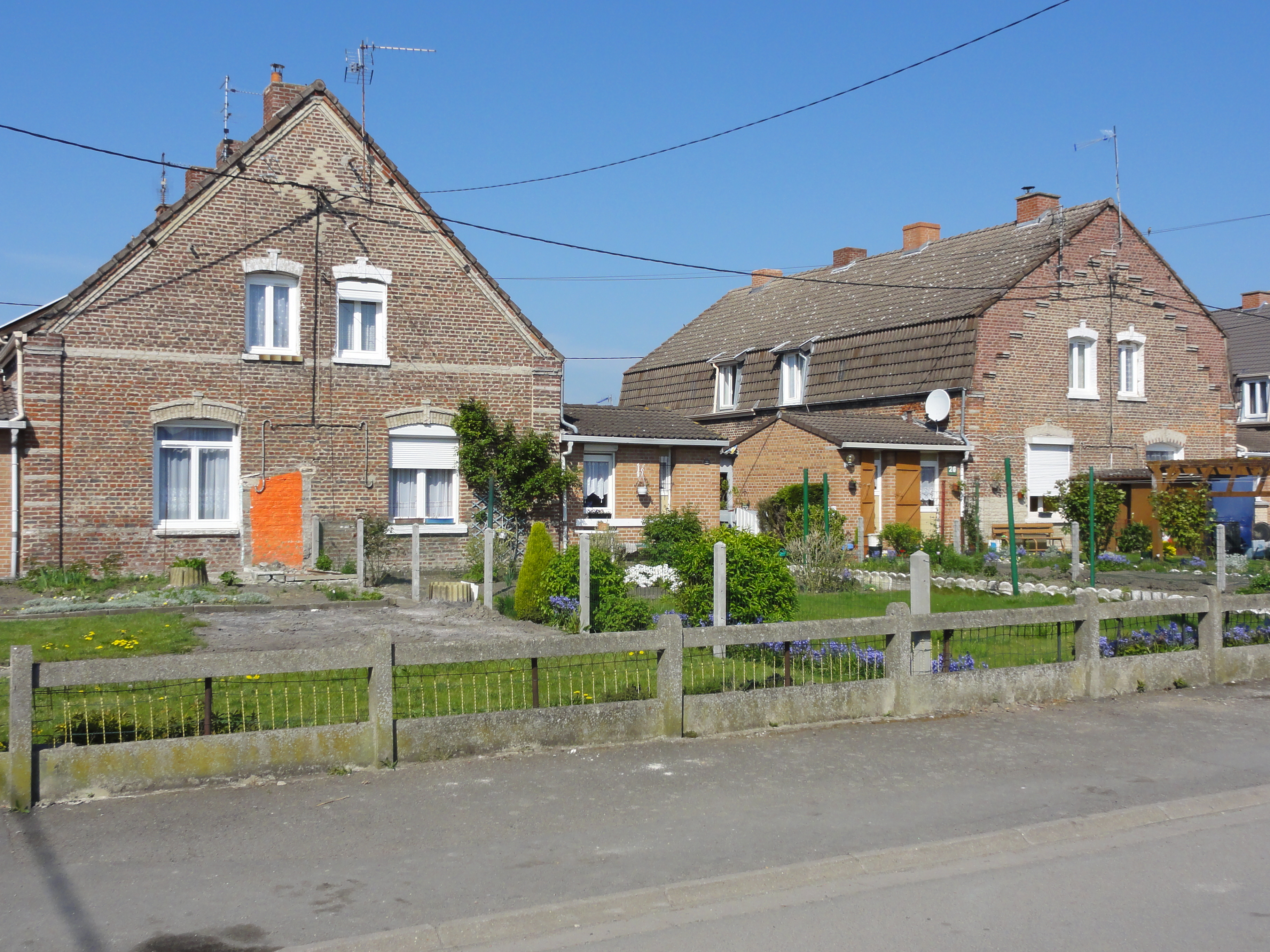
Habitations groupées par quatre.
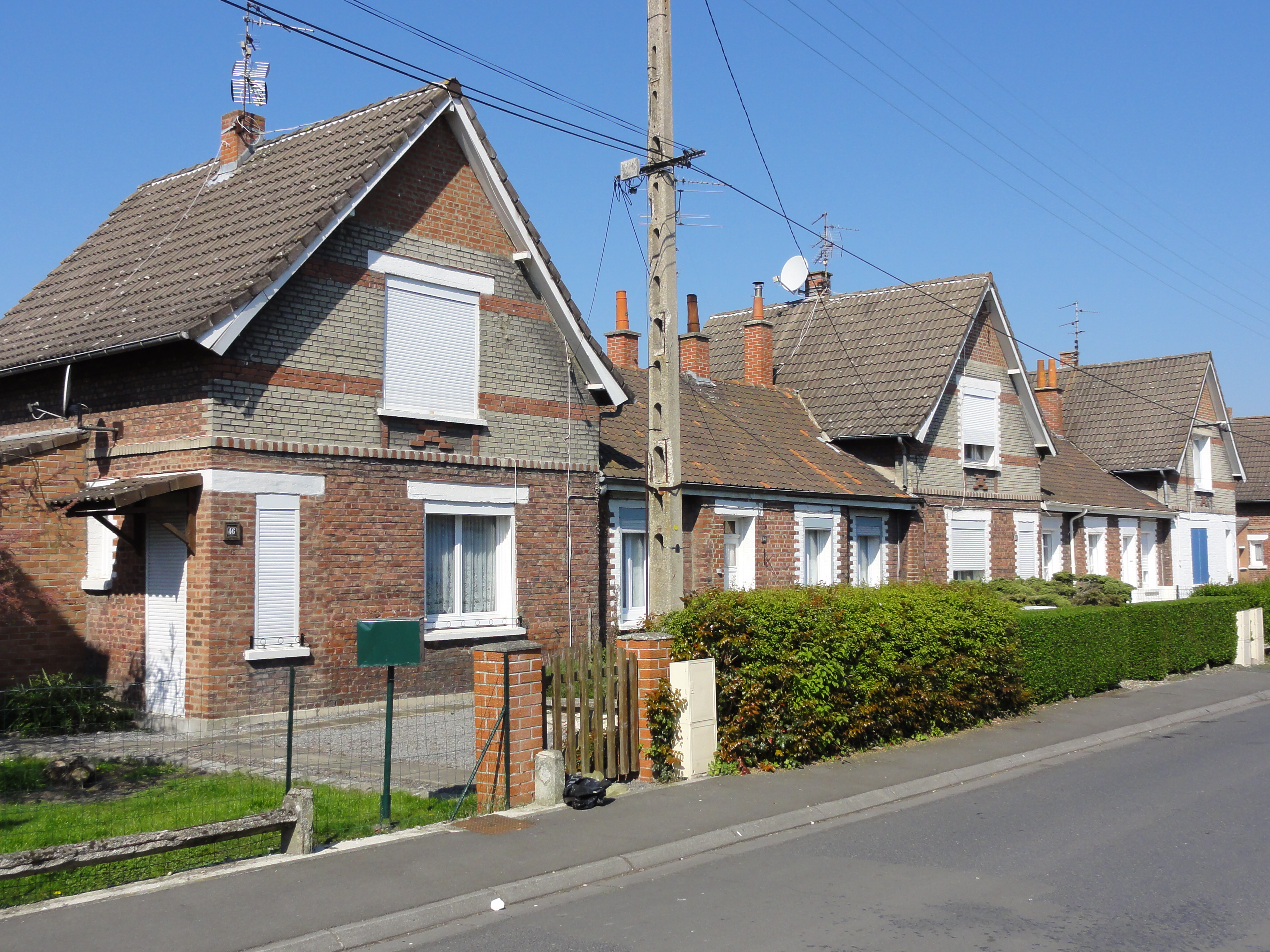
Habitations groupées par cinq, voire par deux ou trois.
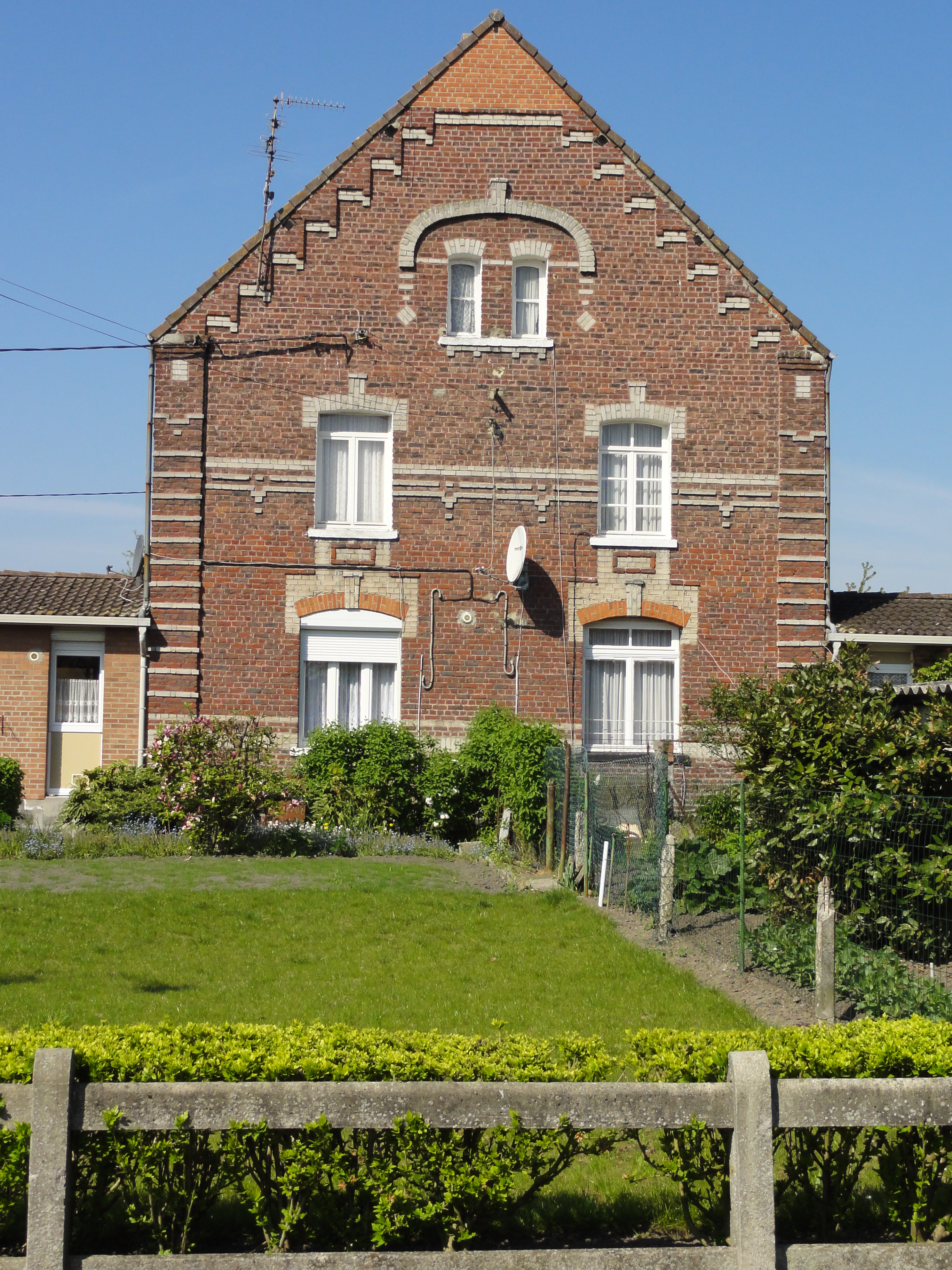
Habitations spacieuses.
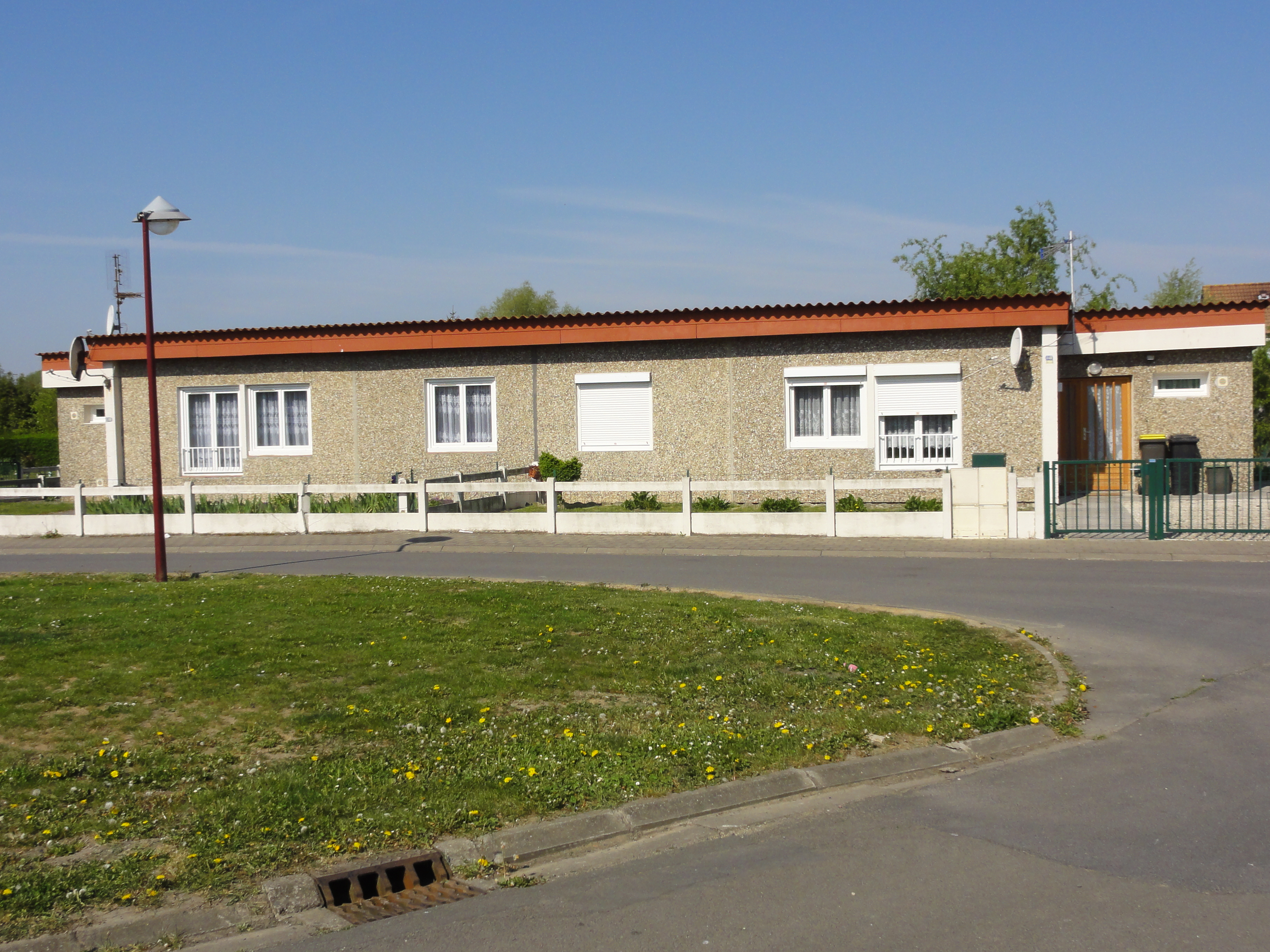
Habitations post-Nationalisation.
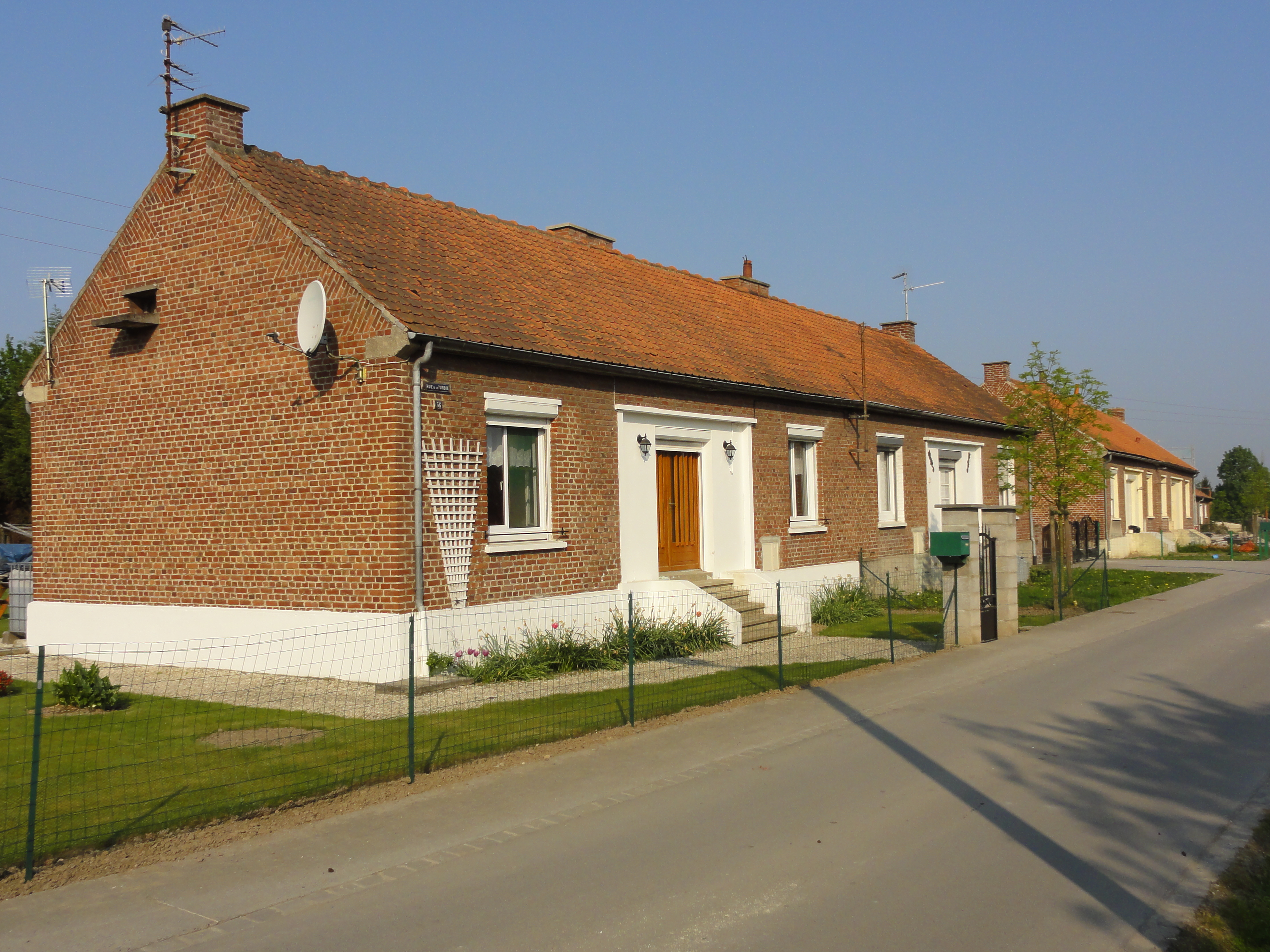
Habitations post-Nationalisation.
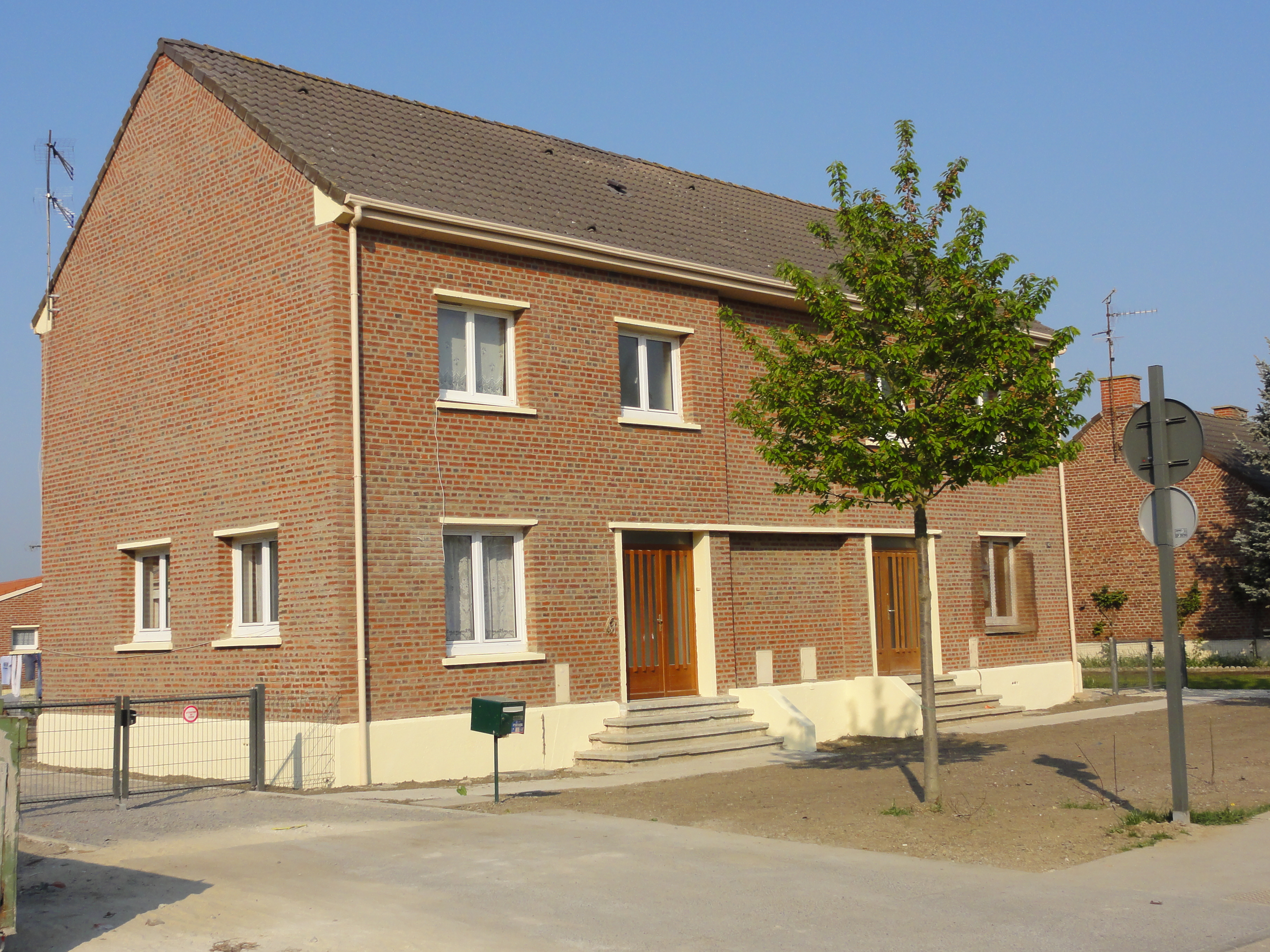
Habitations post-Nationalisation.